# Arebica
L'Arebica o Arabica (آرهباىڃآ, [arebitsa]), altresì detta a volte matufovača, matufovica, mektebica, è una variante bosniaca dell'alfabeto arabo-persiano, utilizzata per scrivere nelle lingue serbo-croate: bosniaco, croato, montenegrino e serbo (بۉسآنسقاى).
È stato utilizzato principalmente tra il XV e il XIX secolo ed è spesso classificato come Aljamía. Assieme all'alfabeto arabo bielorusso, è uno dei pochi alfabeti arabi adattati per la scrittura di una lingua slava.
Durante il dominio austro-ungarico ci sono stati tentativi falliti da parte dei bosgnacchi di adottare l'arebica come terzo alfabeto ufficiale bosniaco insieme a latino e cirillico. L'ultimo libro in alfabeto arebica è stato stampato nel 1941. L'alfabeto sta oggi avendo un momento di leggero revival soprattutto in pubblicazioni religiose. La prima pubblicazione dopo sessant'anni di pausa è avvenuta nel 2005 con il fumetto "Hadži Šefko i hadži Mefko" di Amir Al-Zubi and Meliha Čičak-Al-Zubi ed il primo libro nel 2013 "Epohe fonetske misli kod Arapa i arebica", dell'autore Aldin ef. Mustafić.

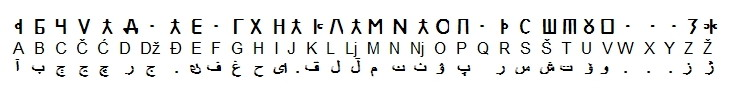
Antichi alfabeti bosniaci: bosančica (alto) e arebica (basso), comparati con l'attuale alfabeto in caratteri latini

L'arebica è basato sull'alfabeto arabo-persiano in uso nell'Impero ottomano, con l'aggiunta di alcune lettere per i suoni /t͡s/, /ʎ/, e /ɲ/, che non si trovano in arabo, persiano o turco. Sono inoltre state aggiunte delle vere e proprie lettere per tutte le vocali, come nell'alfabeto curdo, facendo così dell'arebica un alfabeto completo, a differenza della sua base perso-araba.
Il primo dizionario bosniaco, un glossario bosniaco-turco rimato, in arebica, venne composto da Muhamed Hevaji Uskufi nel 1631. A parte la letteratura, l'arebica è stato usato nelle scuole e nell'amministrazione religiose, anche se molto meno che gli altri due alfabeti del paese. La versione definitiva dell'arebica è stata codificata da Mehmed Džemaludin Čaušević alla fine del XIX secolo.

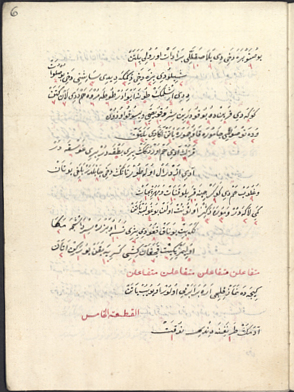
Dizionario bosniaco di Muhamed Hevaji Uskufi Bosnevi, 1631
- Manoscritto in arebica di inizio XIX secolo (Libera volontà e atti di fede)
- Il Libro bosniaco della scienza della condotta, di 'Abdulwahāb b.' Abdulwahāb Žepčewī, 1831

## Alfabeto
| Latino | Cirillico | Arebica     | Arebica     | Arebica     | Arebica |
| Latino | Cirillico | Contestuale | Contestuale | Contestuale | Isolato |
| Latino | Cirillico | Finale      | Mediano     | Iniziale    | Isolato |
| ------ | --------- | ----------- | ----------- | ----------- | ------- |
| A a    | А а       | ـآ          | ـآ          | آ           | آ       |
| B b    | Б б       | ـب          | ـبـ         | بـ          | ب       |
| C c    | Ц ц       | ـڄ          | ـڄـ         | ڄـ          | ڄ       |
| Č č    | Ч ч       | ـچ          | ـچـ         | چـ          | چ       |
| Ć ć    | Ћ ћ       | ـڃ          | ـڃـ         | ڃـ          | ڃ       |
| D d    | Д д       | ـد          | ـد          | د           | د       |
| Dž dž  | Џ џ       | ـج          | ـجـ         | جـ          | ج       |
| Đ đ    | Ђ ђ       | ـݗ          | ـݗـ         | ݗـ          | ݗ       |
| E e    | Е е       | ـە          | ـە          | ە           | ە       |
| F f    | Ф ф       | ـف          | ـفـ         | فـ          | ف       |
| G g    | Г г       | ـغ          | ـغـ         | غـ          | غ       |
| H h    | Х х       | ـح          | ـحـ         | حـ          | ح       |
| I i    | И и       | ـاٖى ـٖى      | ـاٖىـ ـٖىـ    | اٖىـ         | اٖى      |
| J j    | Ј ј       | ـي          | ـيـ         | يـ          | ي       |
| K k    | К к       | ـق          | ـقـ         | قـ          | ق       |
| L l    | Л л       | ـل          | ـلـ         | لـ          | ل       |
| Lj lj  | Љ љ       | ـڵ          | ـڵـ         | ڵـ          | ڵ       |
| M m    | М м       | ـم          | ـمـ         | مـ          | م       |
| N n    | Н н       | ـن          | ـنـ         | نـ          | ن       |
| Nj nj  | Њ њ       | ـݩ          | ـݩـ         | ݩـ          | ݩ       |
| O o    | О о       | ـۉ          | ـۉ          | ۉ           | ۉ       |
| P p    | П п       | ـپ          | ـپـ         | پـ          | پ       |
| R r    | Р р       | ـر          | ـر          | ر           | ر       |
| S s    | С с       | ـس          | ـسـ         | سـ          | س       |
| Š š    | Ш ш       | ـش          | ـشـ         | شـ          | ش       |
| T t    | Т т       | ـت          | ـتـ         | تـ          | ت       |
| U u    | У у       | ـۆ          | ـۆ          | ۆ           | ۆ       |
| V v    | В в       | ـو          | ـو          | و           | و       |
| Z z    | З з       | ـز          | ـز          | ز           | ز       |
| Ž ž    | Ж ж       | ـژ          | ـژ          | ژ           | ژ       |

PS: Il diacritico sotto a ا appare sulla lettera che precede ى.
Come nell'arabo standard, quando ا si collega a  ل  o a ڵ, viene utilizzata una legatura speciale.
| Latino | Cirillico | Arebica     | Arebica     | Arebica     | Arebica |
| Latino | Cirillico | Contestuale | Contestuale | Contestuale | Isolato |
| Latino | Cirillico | Finale      | Mediano     | Iniziale    | Isolato |
| ------ | --------- | ----------- | ----------- | ----------- | ------- |
| la     | ла        | ـلا         | ـلا         | لا          | لا      |
| lja    | ља        | ـڵا         | ـڵا         | ڵا          | ڵا      |

## Esempi
Dichiarazione universale dei diritti umani, art.1:
Bosniaco, arebica:
سوا ڵۆدسقا بٖىڃا راݗايۆ سە سلۉبۉدنا وٖ يەدناقا ۆ دۉستۉيانستوۆ وٖ پراوٖىما. ۉنا سۆ ۉبدارەنا رازۆمۉم وٖ سوۀشڃۆ وٖ ترەبا دا يەدنۉ پرەما درۆغۉمە پۉستۆپايۆ ۆ دۆحۆ براتستوا.
Bosniaco, latinica:
Sva ljudska bića rađaju se slobodna i jednaka u dostojanstvu i pravima. Ona su obdarena razumom i sviješću i treba da jedno prema drugome postupaju u duhu bratstva.
Italiano:
Tutti gli esseri umani nascono liberi ed eguali in dignità e diritti. Essi sono dotati di ragione e di coscienza e devono agire gli uni verso gli altri in spirito di fratellanza.